# Knop (plantedel)
 For alternative betydninger, se Knop. (Se også artikler, som begynder med Knop)
En knop er i botanisk forstand et uudsprunget blomster- eller skudanlæg. Blomsten eller skuddet ligger foldet tæt sammen inde i knoppen, godt beskyttet af knopskællene. Allerinderst ligger vækstpunktet (meristemet), som består af delingsdygtige celler.
Knoppen er i hvile, fra den bliver dannet, hen over efteråret og vinteren og frem til foråret. Knophvilen brydes ved en bestemt kombination af hormoner, som opstår i løbet af vinteren under påvirkning af de klimaforhold, planten er tilpasset.
Det er meget sindrige, hormonelle forhold, som afgør, om anlægget skal blive til blomst eller skud. I grove træk er det dog følgende faktorer, som styrer planten bort fra at skabe skudanlæg (vegetativ vækst) og over til at danne blomsteranlæg (generativ vækst).
Blomsterinduktion:
- Plantens fysiologiske alder (som ikke er det samme som den tidsmæssige alder)
- Næringsoptagelse (især fosfor er gunstigt)
- Ophobning af sukker og andre stofskifteprodukter i grenene
- Lys (daglængde)
- Temperatur